# Futaba Itó
Futaba Itó (japonsky 伊藤ふたば; * 25. dubna 2002 Morioka) je japonská reprezentantka ve sportovním lezení, mistryně Asie, juniorská mistryně světa a Asie v boulderingu.

## Výkony a ocenění
- 2016: juniorská vicemistryně světa, juniorská mistryně Asie
- 2017: juniorská mistryně světa, juniorská mistryně Asie
- 2018: mistryně Asie, juniorská vicemistryně světa

### Závodní výsledky
| Světový pohár | Světový pohár       |
| Rok           | 2018                |
| ------------- | ------------------- |
| Obtížnost     | 24                  |
| jednotlivě*   | ,12,12,27,18,       |
|               |                     |
| Rychlost      | 51                  |
| jednotlivě*   | ,27,23,36,34,31,45, |
|               |                     |
| Bouldering    | 8                   |
| jednotlivě*   | ,7,6,13,16,8,27,    |
|               |                     |
| Kombinace     |                     |

* pozn.: nalevo jsou poslední závody v roce
| Asijské hry | Asijské hry |
| Rok         | 2018        |
| ----------- | ----------- |
| Obtížnost   | (4)         |
| Rychlost    | (4)         |
| Bouldering  | (2)         |
| Kombinace   | 4           |

| Mistrovství Asie | Mistrovství Asie |
| Rok              | 2018             |
| ---------------- | ---------------- |
| Obtížnost        | 10               |
| Rychlost         | 15               |
| Bouldering       | 1                |

| Mistrovství světa juniorů | Mistrovství světa juniorů | Mistrovství světa juniorů | Mistrovství světa juniorů |
| Rok                       | 2016 kat. B               | 2017 kat. B               | 2018 kat. A               |
| ------------------------- | ------------------------- | ------------------------- | ------------------------- |
| Obtížnost                 | 9                         | 3                         | 2                         |
| Rychlost                  | —                         | 34                        | 21                        |
| Bouldering                | 2                         | 1                         | 3                         |
| Kombinace*                | —                         | 3                         |                           |

* v roce 2017 se na MSJ lezlo ještě navíc finále v kombinaci podle olympijského formátu (pořadí třech disciplín se násobilo)
| Mistrovství Asie juniorů | Mistrovství Asie juniorů | Mistrovství Asie juniorů |
| Rok                      | 2016 kat. B              | 2017 kat. B              |
| ------------------------ | ------------------------ | ------------------------ |
| Obtížnost                | 1                        | 3                        |
| Rychlost                 | 11                       | 8                        |
| Bouldering               | 1                        | 1                        |